# エルネスト・コロミナス
エルネスト・コロミナス・イ・ヴィニョー （西: Ernest Corominas i Vigneaux, Ernesto Corominas、1913年2月1日 - 1992年1月24日
）は、スペイン・フランスの数学者。
ペレ・コロミナスとセレスティナ・ヴィニョー・イ・シビルスの息子としてバルセロナに生まれた。きょうだいにジョアン・コロミーナス、ジュリア・コロミナス・イ・ヴィニョーがいる。バルセロナ大学にて建築学と数学を学び1936年に卒業した。スペイン内戦時はスペイン第二共和政陣営で工学部門の将校として活躍した。1939年、フランスに逃亡し、1940年に南アメリカに移住した。チリで建築家として6か月働き、またフリオ・レイ・パストルの紹介でブエノスアイレス大学の講師となった。1946年、メンドーサにてチェ・ゲバラのいとこのエディト・ゲバラ（Edith Guevara）と結婚した。
1946年、Über Peano’s verallgemeinerte Ableitungen でアルノー・ダンジョワとジュゼッペ・ペアノの微分法を発展させた。
フアン・ペロンの政治によって、ブエノスアイレス大学を去ることとなった。コロミナスの論文に感銘を受けたダンジョワは、コロミナスにパリの国立科学研究センターでの職務を提供した。微分法の研究を続け、1948年には Sur un théorème de M Denjoy を発表した。1952年にパリ大学でアルノー・ダンジョワの下、博士号を獲得した。その後、バルセロナ大学、プリンストン大学、カラカスの大学で講師職を歴任し、リヨン大学に落ち着いて1966年にフランス市民権を獲得した。
1953年、グッゲンハイム・フェローシップを授与された。